# Gebr. Sparreboom

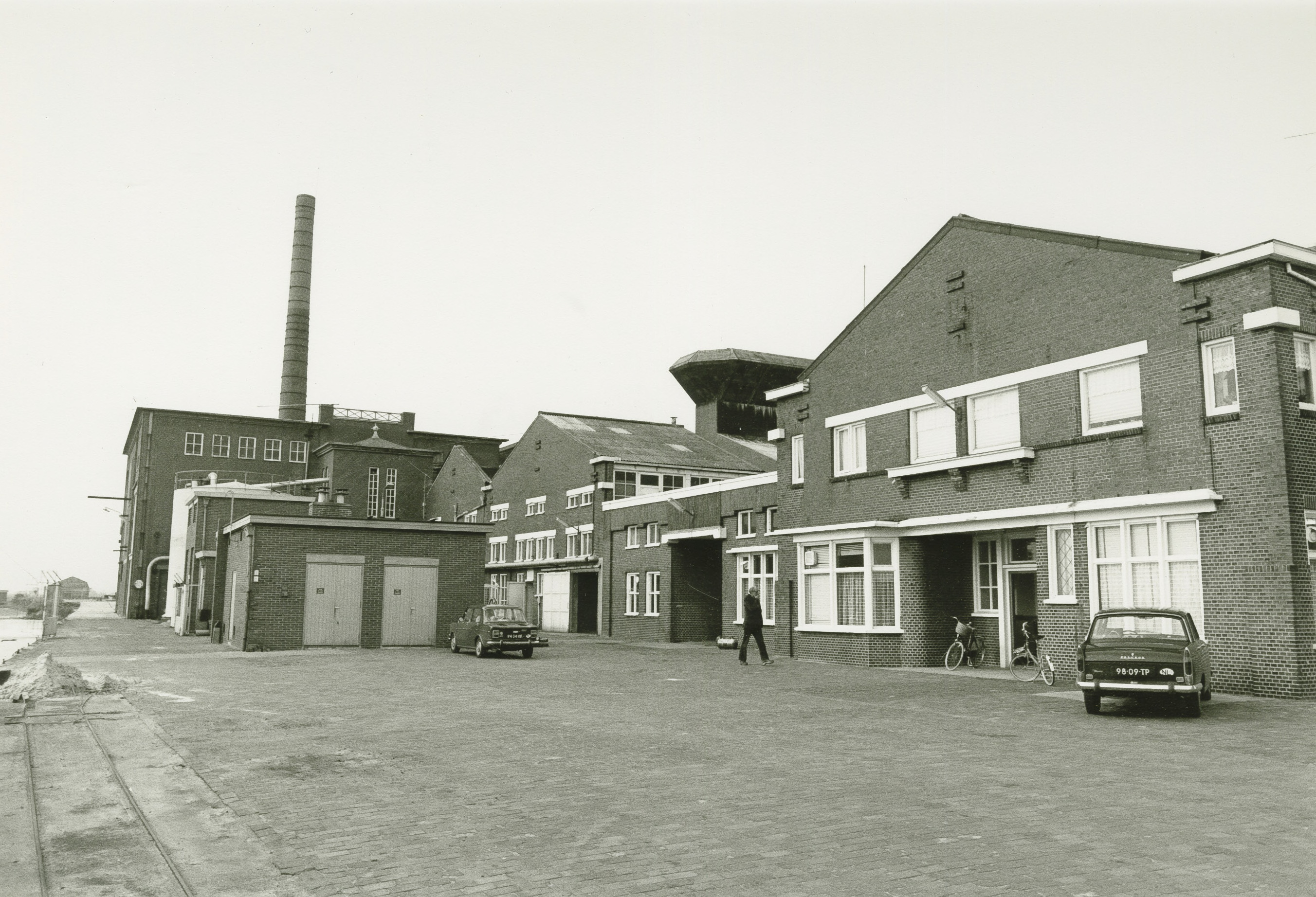
Ceres-Sparreboom in Oude Pekela (1974)

Gebr. Sparreboom, later ook handelend onder de namen N.V. Cartonnagefabriek voorheen Gebr. Sparreboom en Ceres-Sparreboom, was een Nederlandse kartonnagefabriek in Nieuwe Pekela en na overname ook Oude Pekela.

## Geschiedenis
Eind negentiende eeuw bestonden er in Oude Pekela zes strokartonfabrieken: de Aastroom, de Union, de Albion, de Erica, de Wilhelmina en de Ceres. Aan het begin van de twintigste eeuw kwamen daar nog drie bij: De Kroon, Free & Co. en de Britannia. Met negen fabrieken was Oude Pekela het centrum van de strokartonindustrie.
De drie broers Sparreboom uit Nieuwe Pekela, Roelof (fabrikant), Marcus en Bernardus (beiden grossier en koopman), richtten in 1918 de firma Gebr. Sparreboom op. Doel was “het drijven van handel in gedistilleerd, wijnen, zuidvruchten, koloniale waren, kruidenierswaren en het machinaal vervaardigen en verkopen van kartonartikelen, een en ander in de ruimste zin van het woord”. Reeds na vier jaar werd de fabriek verkocht om te kunnen uitbreiden op een nieuwe locatie. Deze brandde in 1926 echter volledig af. Hoewel er eerst sprake was van een verhuizing werd de fabriek op dezelfde plek terug opgebouwd.
In 1932 werd de naam veranderd in de N.V. Cartonnagefabriek voorheen Gebr. Sparreboom. Toen al bestond er voor de aanlevering van karton een samenwerking met de strokartonfabriek Ceres in Oude Pekela. In 1934 overleed een van de broers, Marcus, op 49-jarige leeftijd in Utrecht.
In 1954 vond de overname van Sparreboom door Ceres plaats, maar men bleef onder de eigen naam produceren. Eind jaren zestig van de 20e eeuw vonden er in de kartonfabrieken meerdere stakingen plaats onder leiding van CPN-politicus Fré Meis, ten behoeve van hogere lonen en veiligere werkomstandigheden. Met terugwerkende kracht werd werd de naam in 1972 gewijzigd naar Ceres-Sparreboom. In 1975 brandde de fabriek opnieuw volledig af, ditmaal de vestiging in Oude Pekela. In 1993 werd bij Sparreboom gevierd dat men al vijftig jaar sigarendozen onder hun naam geproduceerd werd.
In 1993 werd Sparreboom samen met Gelria uit Barneveld en Free & Co. uit Oude Pekela overgenomen door KNP-BT en een jaar later werd de naam van de drie fabrieken samen GSF Verpakking, naar de eerste letters van de namen. De in 2005 ontstane Smurfit Kappa Group verkocht GSF en andere "solid board" ondernemingen in 2015 voor 42 miljoen euro aan investeringsmaatschappij Aurelieus, waarna het geheel verder ging onder de naam Solidus Solutions.

## Trivia
- Gebr. Sparreboom had een verdienstelijke bedrijfsvoetbalclub genaamd De Sparren, waarmee regelmatig tegen andere (bedrijfs)teams uit de regio gespeeld werd.[15]
- In 1985 produceerde Sparreboom 250.000 kartonnen hondenpoepschepjes voor een experiment in de gemeente Amsterdam, met een mogelijke verplichting voor hondeneigenaren om een schepje bij zich te hebben in het verschiet.[16] Dit bleek uiteindelijk geen succes en de schepjes bleven onverkocht.[17]